# Rams (Kartenspiel)

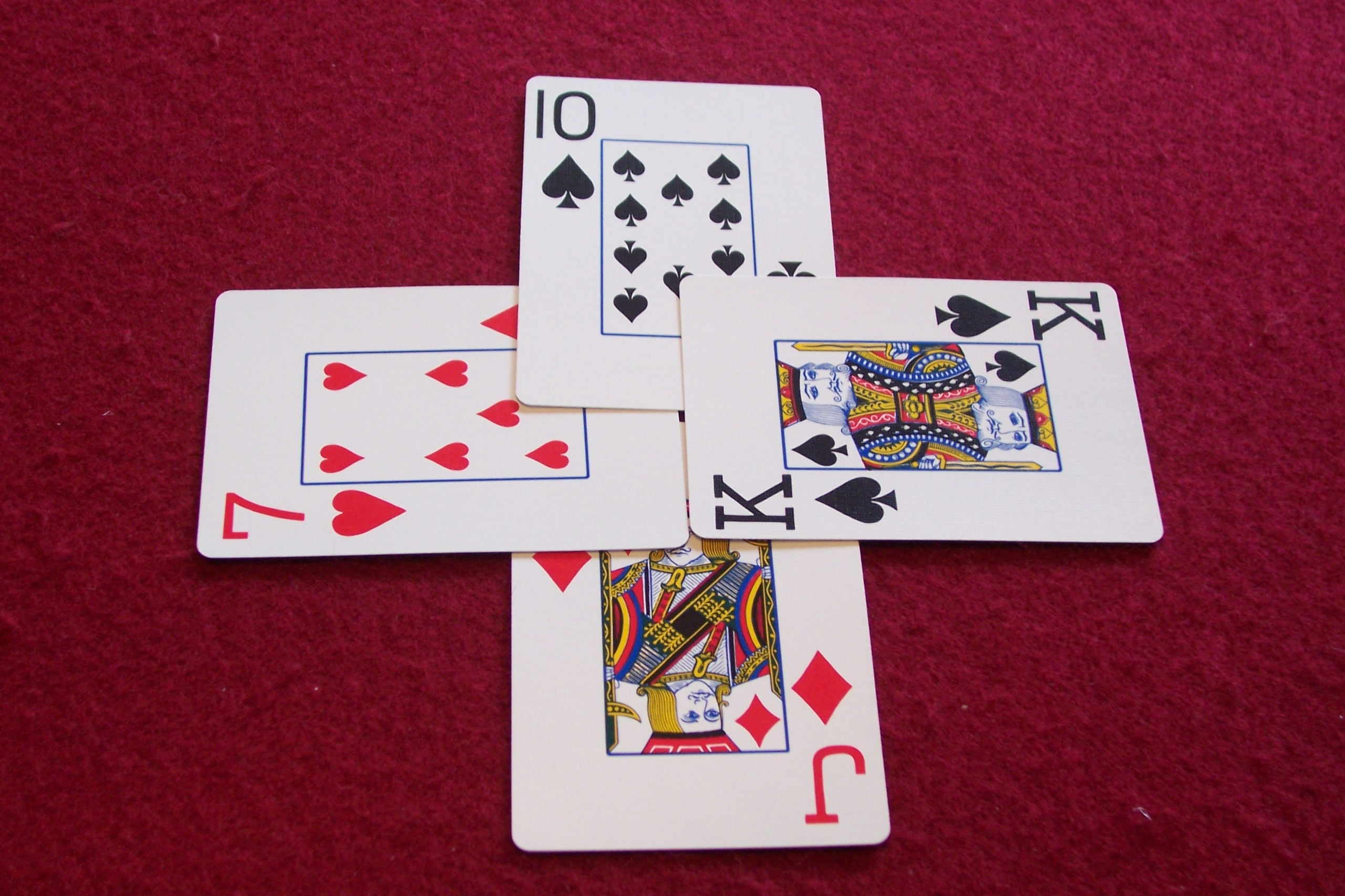
Rams-Stich

Rams ist ein europäisches Stichspiel, das mit dem englischen Nap oder Loo verwandt ist. Es kann von bis zu neun Spielern gespielt werden, besonders gut eignen sich fünf oder sieben. In Belgien und Frankreich wird Rams auch Rammes oder Rems geschrieben, in Deutschland heißt es Rams, Rammes, Ramsch, in Österreich Ramsen oder Ramschen, und, in Amerika, Rounce. Die Grundidee ist weitgehend unverändert, aber die Punktesysteme variieren. Es war ein in Europa weit verbreitetes Glücks- und Trinkspiel, das bis heute beliebt ist. Im 19. Jahrhundert wurde es in Amerika als Rounce eingeführt und mit einem 52-Karten-Deck gespielt, ohne Unterscheidung zwischen einfachen und doppelten Karten und ohne allgemeine Rounce-Ansage. In der modernen deutschen Variante des Spiels, dem Ramscheln, ist die 7♦ der zweitbeste Trumpf und rangiert direkt hinter dem Ass.

## Geschichte
Parlett beschreibt Ramscheln als einen „französischen, elsässischen und belgischen“ Zeitvertreib des 19. Jahrhunderts, der eine „sehr lose Gruppe von Glücks- und Trinkspielen“ repräsentiert. Obwohl die Spielregeln erstmals ca. 1820 in Frankreich veröffentlicht wurden, gibt es auch österreichische Quellen, laut den das Spiel „Leveferln oder Ramschen“ bereits 1826 verboten wurde, und einen bayerischen Bericht über das „ländliche Spiel“ Ramsen, das um 1800 gespielt wurde. In den 1830er Jahren hatte es Schweden erreicht und 1847 war die schwedische Variante bereits durch die Beförderung der vier 'Ritter' (Buben) zu permanenten Top-Trumpfkarten erweitert worden, daher war das Spiel auch als Knektpass bekannt. In den 1850er Jahren wurde das Spiel, das auf einem Piquet-Kartenspiel und der Écarté-Rangfolge basierte, in Frankreich etabliert und kam gerade in Paris in Mode. Inzwischen wurden in Leipzig identische Regeln für Karten mit deutschen Farben veröffentlicht, und 1868 erreichte das Spiel Amerika, wo Hoyle das amerikanische Spiel Rounce als eine 52-Karten-Variante beschrieb, die vom deutschen Spiel Ramsch abgeleitet war.
1862 enthielt der Freiberger Biercomment, ein Buch von Studenten über das Verhalten in Kneipen und Bars, die Regeln für Trinkspiele, darunter auch Ramsch. Diese Regeln waren ausführlicher und führten die Schellen 7 oder „Belle“ (das Äquivalent der Karo 7 in einem französischen Kartenspiel) als zweithöchsten Trumpf und eine Blinde  ein. Für das Schlagen der Belle gab es einen Bonus. Es gab Regeln für das Protokoll beim vorübergehenden Verlassen des Spiels, für das Ansehen der untersten Karte des abgehobenen Blattes, für verschiedene Regelverstöße und ein komplexeres Punktesystem.
Die amerikanische Variante Rounce, die angeblich „vom deutschen Ramsch abgeleitet“ ist, wurde erstmals 1868 erwähnt. Sie wurde mit einem 32-Karten-Blatt gespielt und beinhaltete den Blinden, der hier als „Dumby“ bekannt ist. In Foster's Complete Hoyle von 1897 erscheint eine Rams-Variante unter dem Namen „Bierspiel“, „eine beliebte Form von Rams unter deutschen Studenten“. Tatsächlich handelt es sich um kein anderes als Rammes, das Spiel, das über 30 Jahre zuvor im Biercomment erwähnt wurde. Der Name ist offenbar das Ergebnis einer Fehlübersetzung, da „Bierspiel“ einfach deutsch für „Trinkspiel“ ist. Der Irrtum besteht bis heute, Bierspiel wurde erst 2008 in einem englischen Spielekompendium erwähnt. Das authentischere moderne Beispiel ist Ramscheln.
Es dauerte nicht lange, bis einige dieser Regeln von Rams-Spielern weiter verbreitet wurden. 1859 enthielten in Paris veröffentlichte Regeln die Option eines „Mort“, das Äquivalent der Blinde, bei dem die Vorhand das Recht hatte, ihre Handkarten auszutauschen; wenn er sich dagegen entschied, hatte der nächste Spieler die Möglichkeit und so weiter. Und im Elsass, wo Rams 1883 zu den sechs beliebtesten Spielen gehörte, war das erste Spiel ein Muss-Spiel, bei dem alle Spieler mitspielen mussten. In den folgenden Spielen konnten die Spieler passen und Karten aussteigen, und es gab ein Blinde-Spiel, bei dem die Spieler ihre Karten austauschen konnten.
In Mitteleuropa war das Spiel jedoch bereits im Niedergang begriffen. So wird beispielsweise im Jahr 1904 berichtet, dass es im gesamten österreichischen Bundesland Vorarlberg „früher beliebt“ war.

## Übersicht
Jeder Spieler beginnt mit fünf, sieben oder zehn Spielmarken. Das Prinzip besteht darin, durch Stechen Marken zu verlieren. Ein Spieler ist raus sobald er seine letzte Marke ausgespielt hat, und der letzte, der noch im Spiel ist, ist der Gesamtverlierer. Alternativ gewinnt der Spieler, der zuerst keine Spielmarken mehr hat. Bei einer weiteren Methode legt der Geber fünf Marken in den Pool, und jeder Spieler erhält eine Marke für jeden gewonnenen Stich oder gibt fünf dazu, wenn er keinen Stich erhält.
Die 32 Karten haben in jeder Farbe die Wertigkeit A K D B 10 9 8 7. Der erste Kartengeber wird zufällig ausgewählt, und das Geben und Spielen geht im Uhrzeigersinn. Jeder Spieler erhält jeweils fünf Karten, in Paketen zu 3 und 2, einschließlich fünf verdeckten zusätzlichen Handkarten, die sogenannte „Blinde“. Die nächste Karte wird als Trumpfkarte aufgedeckt. Wer glaubt, alle fünf Stiche gewinnen zu können, sagt sofort „General Rams“ an, und niemand darf dann aussteigen. Andernfalls gibt jeder Spieler links vom Geber an, ob er passt und die Handkarten ohne Strafe ablegt oder spielt und sich damit verpflichtet, mindestens einen Stich zu gewinnen. Alternativ kann man die Handkarten ablegen und stattdessen die Blinde nehmen. Dies darf nur der erste Spieler tun, der geboten hat.
Es müssen mindestens zwei Spieler aktiv sein. Wenn alle Spieler bis zum Spieler rechts vom Geber passen, müssen sowohl dieser als auch der Geber spielen. Der Geber darf also nicht passen, wenn nur ein vorheriger Spieler sich verpflichtet hat, das Spiel zu spielen.

## Spielverlauf
Vor dem Spiel darf der Geber die aufgedeckte Trumpfkarte nehmen und eine unerwünschte Karte verdeckt ablegen. Das erste Ausspielen übernimmt der Spieler links vom Geber, es sei denn, jemand hat General Rams angesagt. In diesem Fall spielt der Alleinspieler aus. Nachfolgende Spieler müssen Farbe bedienen und den Stich, wenn möglich, übernehmen. Ist dies nicht möglich, müssen sie einen Trumpf spielen und einen bereits gespielten Trumpf übertrumpfen. Der Stich wird mit dem höchsten Trumpf gemacht; oder mit der höchsten Karte der ausgespielten Farbe, falls keine Trümpfe gespielt wurden. Der Gewinner jedes Stichs spielt anschließend zum nächsten aus.
Jeder Spieler verliert für jeden Stich eine Spielmarke. Wer gespielt, aber keinen Stich gewonnen hat, erhält fünf weitere Marken. Der Ansager eines General Rams verliert bei Erfolg fünf Marken, und alle Spieler erhalten fünf weitere Marken. Bei Misserfolg erhält der Ansager fünf weitere Marken, die anderen verlieren für jeden gewonnenen Stich eine Marke, und ein Spieler, der keinen Stich gewonnen hat, wird von der Strafe befreit.